# Arno (atoll)
Pour les articles homonymes, voir Arno.
Arno est un atoll des îles Marshall dans le Pacifique formé de 133 motus.
Arno est un district législatif des îles Marshall. Sa surface habitable ne représente que 13 km². 
La population de l'atoll s'élevait à 1 794 habitants en 2011. Les motus les plus peuplées de l'atoll sont Ajeltokrok, Kobjeltak, Rearlaplap, Langor et Tutu.
À une distance de seulement 20 km, c'est l'atoll le plus près de la capitale des îles Marshall, Delap-Uliga-Darrit, et il peut être vu en regardant à l'est de Majuro lors d'une journée claire. Le village le plus grand est Ine (314 habitants en 2005).

Arno possède un aéroport (code AITA : AMR).